# Gudrun Stock

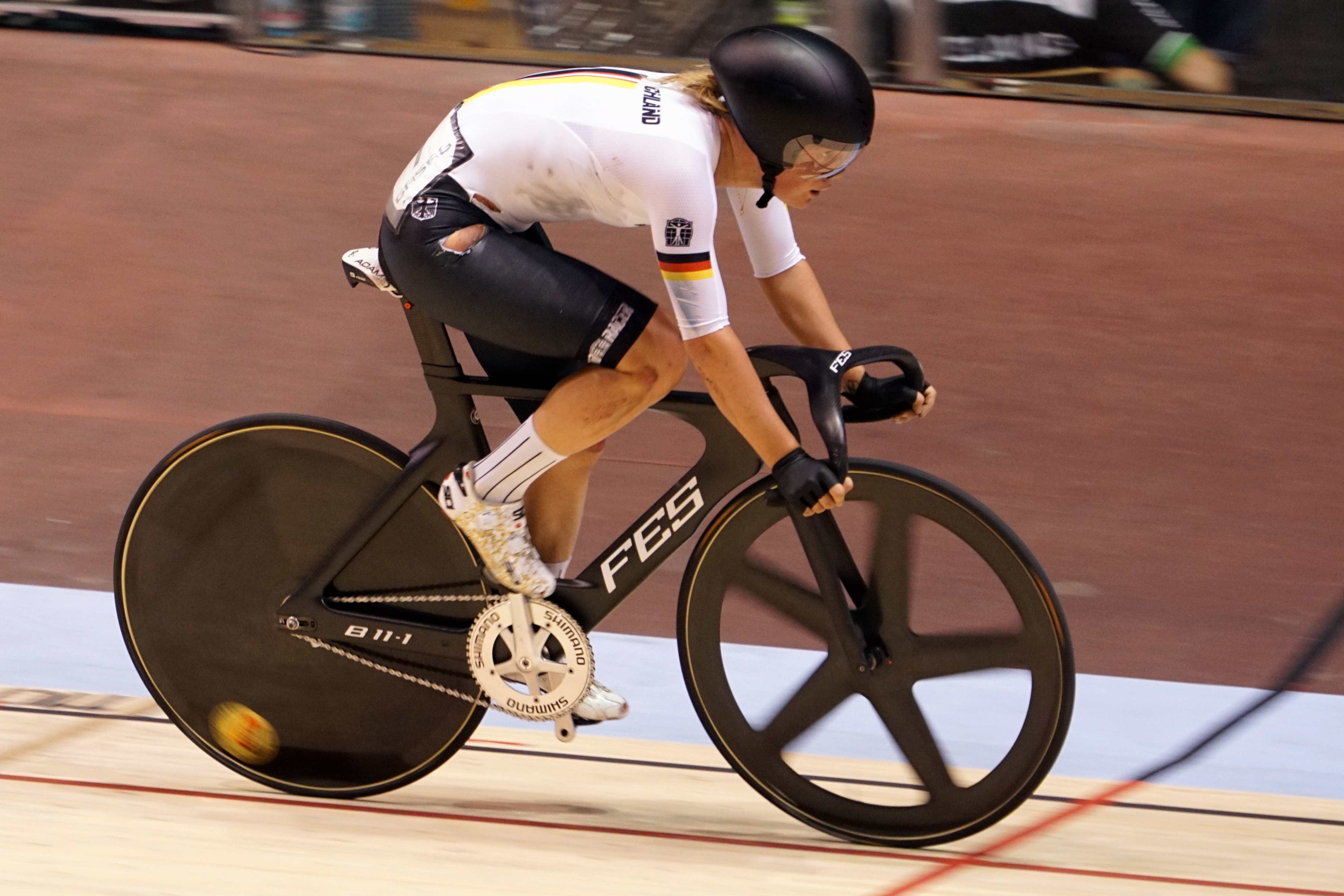
Stock bei der EM 2017 im Punktefahren des Omniums

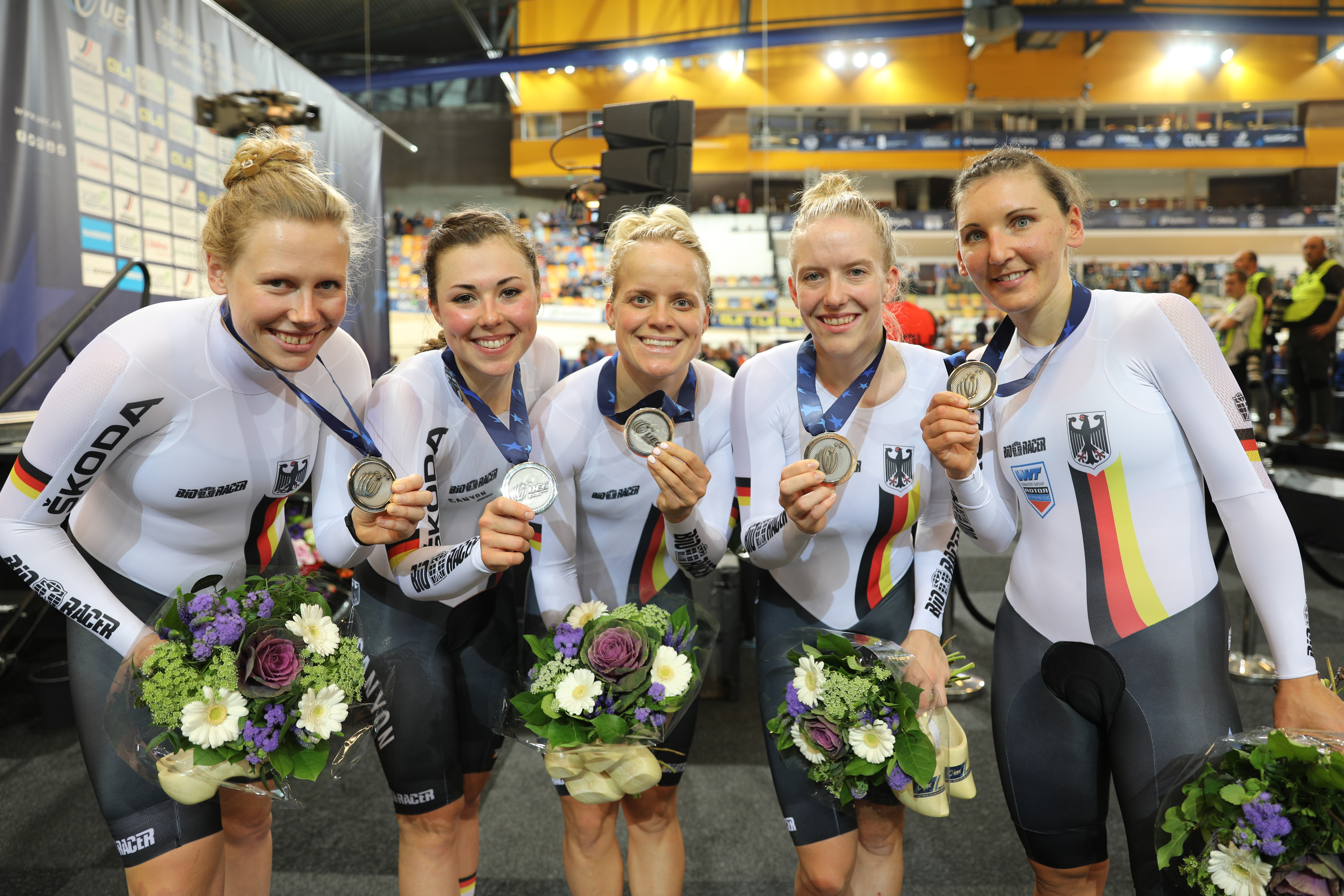
EM-Silber in der Mannschaftsverfolgung 2019: Mieke Kröger, Lisa Klein, Gudrun Stock, Franziska Brauße, Lisa Brennauer

Gudrun Stock, verh. Frank, (* 23. Mai 1995 in Deggendorf) ist eine ehemalige deutsche Radrennfahrerin.

## Sportliche Laufbahn
2011 wurde Gudrun Stock gemeinsam mit Luisa Kattinger und Anna Knauer deutsche Junioren-Meisterin in der Mannschaftsverfolgung, 2013 ein weiteres Mal, gemeinsam mit Kattinger, Knauer und Tatjana Paller. In der Saison 2013/2014 startete sie bei Läufen des Bahnrad-Weltcups in der Mannschaftsverfolgung sowie im Teamsprint. 2014 wurde sie deutsche Meisterin in der Mannschaftsverfolgung der Elite, gemeinsam mit Paller, Kattinger und Sabina Ossyra; im Punktefahren  sowie im 500-Meter-Zeitfahren errang sie jeweils Bronze.
2015 errang Stock gemeinsam mit Kristina Vogel im Berliner Velodrom den nationalen Meistertitel im Teamsprint. Bei den UEC-Bahn-Europameisterschaften der Junioren/U23 2015 in Athen holte sie mit Mieke Kröger, Lisa Klein und Anna Knauer die Silbermedaille in der Mannschaftsverfolgung.
2016 wurde Gudrun Stock für die Teilnahme an den Olympischen Spielen in Rio de Janeiro nominiert, wo sie gemeinsam mit Charlotte Becker, Stephanie Pohl und Mieke Kröger Platz neun in der Mannschaftsverfolgung belegte. Bei den UCI-Bahn-Weltmeisterschaften 2017 verbesserte sie den 19 Jahre alten deutschen Rekord von Judith Arndt in der Einerverfolgung von 3:34,420 Minuten auf 3:34,325 und belegte damit Platz neun. Wenige Monate später verbesserte sie bei den deutschen Bahnmeisterschaften diesen Rekord erneut, um knapp eine Sekunde auf 3:33,687 Minuten.
Bei den U23-Europameisterschaften 2017 errang Stock mit Tatjana Paller, Franziska Brauße und Laura Süßemilch die Bronzemedaille; in der Einerverfolgung wurde sie Vierte. Bei den Europameisterschaften der Elite im Jahre 2018 holte Stock mit Lisa Brennauer, Charlotte Becker und Mieke Kröger Bronze, im Jahr darauf mit Brennauer, Kröger, Klein und Brauße Silber.
Mit Gudrun Stock in seinen Reihen verbesserte der deutsche Frauen-Vierer seit 2013 sieben Mal den deutschen Rekord in der Mannschaftsverfolgung, zuletzt beim zweiten Lauf des Bahnrad-Weltcups 2019/20 am 8. November 2019 in Glasgow auf 4:14,522 Minuten, zwei Mal auch den deutschen Rekord in der Einerverfolgung.
Bei der Bahnrad-WM 2020 im Februar in Berlin gewann sie mit dem deutschen Frauen-Vierer mit Klein, Brennauer und Brauße in der Mannschaftsverfolgung mit der neuen deutschen Rekordzeit von 4:11,039 Minuten die Bronzemedaille.
2021 wurde Gudrun Stock für die Teilnahme an den Olympischen Spielen in Tokio nominiert, wo sie in der Mannschaftsverfolgung starten sollte. Wegen einer Operation konnte sie jedoch nicht an den Spielen teilnehmen. Zum Ende des Olympiajahres beendete sie ihre sportliche Laufbahn. Seit ihrer Heirat im Herbst 2021 heißt sie mit Ehenamen Frank.

## Erfolge

### Bahn
2011
- Deutsche Junioren-Meisterin – Mannschaftsverfolgung (mit Luisa Kattinger und Anna Knauer)

2013
- Deutsche Junioren-Meisterin – Mannschaftsverfolgung (mit Luisa Kattinger, Anna Knauer und Tatjana Paller)

2014
- Deutsche Meisterin – Mannschaftsverfolgung (mit Luisa Kattinger, Sabina Ossyra und Tatjana Paller)

2015
- Europameisterschaft (U23) – Mannschaftsverfolgung (mit Mieke Kröger, Lisa Klein und Anna Knauer)
- Deutsche Meisterin – Teamsprint (mit Kristina Vogel)

2017
- Europameisterschaft (U23) – Mannschaftsverfolgung (mit Tatjana Paller, Franziska Brauße und Laura Süßemilch)
- Deutsche Meisterin – Einerverfolgung (neuer deutscher Rekord: 3:33,687 min.), Mannschaftsverfolgung (mit Lisa Küllmer, Christina Koep und Tatjana Paller)

2018
- Europameisterschaft – Mannschaftsverfolgung (mit Lisa Brennauer, Charlotte Becker und Mieke Kröger)
- Deutsche Meisterin – Mannschaftsverfolgung (mit Anna Knauer, Charlotte Becker und Vanessa Wolfram)

2019
- Deutsche Meisterin – Punktefahren
- Europameisterschaft – Mannschaftsverfolgung (mit Lisa Brennauer, Mieke Kröger, Lisa Klein und Franziska Brauße)

2020
- Weltmeisterschaft – Mannschaftsverfolgung (mit Lisa Brennauer, Lisa Klein und Franziska Brauße)

### Straße
2020
- Deutsche Meisterin – Berg